# Batalló Mackenzie-Papineau
El Batalló Mackenzie-Papineau, també coneguts com a Mac-Paps, va ser una unitat de voluntaris canadencs que va combatre formant part de les Brigades Internacionals en defensa de la Segona República Espanyola durant la Guerra Civil. El nom volia honorar els líders de la rebel·lió del 1837 al Canadà William Lyon Mackenzie (de l'Alt Canadà) i Louis-Joseph Papineau (del Baix Canadà).
El nombre de membres va ser, segons xifres pròpies dels arxius de la unitat, de 1.448, dels quals van morir 721 en combat, sent per tant Canadà el segon país en proporció de voluntaris aportats a les Brigades sobre la població total, després de França.

## Formació del Batalló
Encara que en un primer moment els pocs canadencs voluntaris es van integrar, sobretot, en el Batalló Lincoln de majoria nord-americana, el febrer de 1937 ja havien arribat uns 500 canadencs i van poder formar un nou batalló, integrat a la XV Brigada Internacional de la 35a Divisió. Els integrants procedien en la seva major part de la classe obrera, molt motivada després de la depressió del 1929. El Partit Comunista del Canadà va dirigir les operacions de captació. No obstant això, els seus integrants no solament eren afiliats al Partit Comunista, sinó també a sindicats no vinculats amb el comunisme i hi havia també altres persones no adscrites políticament. No obstant això, molts d'ells mantenien un nexe comú: eren d'origen europeu, sobretot finlandesos i ucraïnesos.
Quan el Govern del Canadà va resoldre el 1937 la il·legalitat de la participació de ciutadans del seu país en la guerra espanyola, seguint la doctrina del Comitè de No Intervenció, els reclutaments van continuar però per a tasques civils, com ara de metges o d'enginyers. No obstant això, van seguir arribant voluntaris que, per a obtenir el passaport, argumentaven motius falsos. Generalment, partien de les grans ciutats com Toronto o Montreal per a arribar als Estats Units i creuar l'Atlàntic fins a França, passant legal o il·legalment a Espanya.

## Trajectòria militar
Els primers combats de la unitat es van portar a terme durant la batalla del Jarama, on van obtenir alt renom. Després van participar en la batalla de Terol i en la de l'Ebre.
El govern del Canadà, conscient que ciutadans del seu país combatien a Espanya en contra de les decisions adoptada de no-intervenció, va negar l'entrada als brigadistes fins que el gener de 1939 va autoritzar el seu retorn. La Segona Guerra Mundial va fer que alguns veterans del Batalló reclamessin un reconeixement oficial al seu govern com els primers que es van enfrontar al feixisme i al nazisme emergents a Europa. No obstant això, mai han estat reconeguts oficialment.